# 間山豊富神社
間山豊富神社（まやまとよとみじんじゃ）は、長野県中野市大字間山字宮上262に鎮座する神社である。

## 祭神
天照皇大神・罔象女命・宇麻志葦牙彦舅神の三神である。

## 概要
創祀年代は不詳。ここに神を祀る始まりは弥生時代と推測される。明治10年（1877年）頃書き上げの『長野県町村誌』の起源の記事は、飲用の文献がはっきりせず、伝承の説とみられる。芦沢家の記録「神明宮神主代々帳」によると、宝永3年（1706年）、天下太平・国家安全を祈って幣殿（奥社）が建てられた。享保6年（1721年）に前殿（拝殿）を建て、寛政5年（1793年）には本殿、神楽殿の再建と遷宮、太々神楽が奉納されている。そして同11年に京都白川家より社号が免許されている。明治26年（1893年）に祝詞殿、拝殿を改築して現在に至っている。

## 祭日
- 5月11日　　　　　祈年祭
- 10月第2日曜日　　宵宮
- 10月第2月曜日　　本祭
- 11月28日 　　　　新嘗祭

## 歴史
- 1706年（宝永3年） 天下太平・国家安全を祈って幣殿（奥社）が建てられた。
- 1721年（享保6年） 前殿（拝殿）を建てる。
- 1793年（寛政5年） 本殿、神楽殿の再建と遷宮、太々神楽が奉納されている。
- 1810年（寛政11年）京都白川家より社号が免許されている。
- 1893年（明治26年）祝詞殿、拝殿を改築して現在に至っている。